# CeCILL
CeCILL (CEA CNRS INRIA Logiciel Libre) ist eine mit der GNU General Public License kompatible französische Lizenz für freie Software. Der Name setzt sich zusammen aus den Abkürzungen der beteiligten Forschungseinrichtungen mit dem Anhängsel „Logiciel Libre“, dem französischen Wort für freie Software.
Die CeCILL wurde entwickelt von den drei Forschungseinrichtungen
- Commissariat à l’énergie atomique (CEA)
- Centre national de la recherche scientifique (CNRS)
- Institut national de recherche en informatique et en automatique (INRIA)